# Grass Valley (Nevada)
Grass Valley – jednostka osadnicza w Stanach Zjednoczonych, w stanie Nevada, w hrabstwie Pershing.